# SP-336
A SP-336 é uma rodovia radial do estado de São Paulo, administrada pelo Departamento de Estradas de Rodagem do Estado de São Paulo (DER-SP).

## Denominações
Recebe as seguintes denominações em seu trajeto:
Nome:	Rio Negro e Solimões, Rodovia
- De - até:	SP-334 (Batatais) - SP-345 (Franca)
- Legislação:	LEI 11.681 DE 19/02/2004

## Descrição
Principais pontos de passagem: SP 334 (Batatais) - SP 345 (Franca)

## Características

### Extensão
- Km inicial: 352,300
- Km final: 400,800

### Localidades atendidas
- Batatais
- Restinga
- Franca